# رشته‌کوه آلاسکا
رشته کوه آلاسکا (به انگلیسی: Alaska Range) یک کوهستان در ایالات متحده آمریکا است که در آلاسکا واقع شده‌است. رشته کوه آلاسکا ۶٬۲۰۰٫۶۲ متر بالاتر از سطح دریا واقع شده‌است.